# Ironman Royaume-Uni
L'Ironman Royaume-Uni est une compétition de triathlon créée en 2005 et qui se déroule à Sherborne au Royaume-Uni jusqu'en 2008. Depuis 2009, il est organisé dans la ville de Bolton. Il fait partie des épreuves qualificatives pour le championnat du monde d'Ironman qui se déroule à Hawaï.

## Histoire
| \| Sherborne · 2005-2008 Bolton · depuis 2009 \| Localisation des épreuves |
| Sherborne · 2005-2008 Bolton · depuis 2009                                 |

## Palmarès

### Bolton
| Année | Médaille d'or         | Temps           | Médaille d'argent | Temps           | Médaille de bronze | Temps           |
| ----- | --------------------- | --------------- | ----------------- | --------------- | ------------------ | --------------- |
| 2021  | Joe Skipper -2-       | 8 h 42 min 58 s | Sam Laidlow       | 8 h 51 min 40 s | Léon Chevalier     | 8 h 51 min 47 s |
| 2018  | Joe Skipper -1-       | 7 h 55 min 34 s | Marc Duelsen      | 8 h 2 min 54 s  | Fabian Rahn        | 8 h 18 min 23 s |
| 2017  | Cyril Viennot -2-     | 8 h 41 min 7 s  | William Clarke    | 8 h 47 min 3 s  | Kirill Kotšegarov  | 8 h 48 min 16 s |
| 2016  | Kirill Kotšegarov     | 8 h 41 min 13 s | Markus Thomschke  | 8 h 50 min 3 s  | Andrej Vistica     | 8 h 58 min 50 s |
| 2015  | David McNamee         | 8 h 46 min 37 s | Fraser Cartmell   | 8 h 51 min 6 s  | Joe Skipper        | 8 h 55 min 38 s |
| 2014  | Cyril Viennot -1-     | 8 h 44 min 10 s | Joe Skipper       | 8 h 48 min 12 s | Kirill Kotšegarov  | 8 h 51 min 1 s  |
| 2013  | Daniel Halksworth -2- | 8 h 45 min 48 s | Stephen Bayliss   | 8 h 49 min 25 s | Joe Skipper        | 8 h 51 min 49 s |
| 2012  | Daniel Halksworth -1- | 8 h 55 min 11 s | Fraser Cartmell   | 9 h 7 min 0 s   | Paul Hawkins       | 9 h 10 min 50 s |
| 2011  | Aaron Farlow          | 8 h 24 min 33 s | Romain Guillaume  | 8 h 41 min 24 s | Nick Saunders      | 8 h 51 min 30 s |
| 2010  | Fraser Cartmell       | 8 h 40 min 17 s | Stephen Bayliss   | 8 h 46 min 18 s | Axel Zeebroek      | 8 h 49 min 37 s |
| 2009  | Philip Graves         | 8 h 45 min 51 s | Stephen Bayliss   | 8 h 48 min 29 s | Jarmo Hast         | 8 h 57 min 58 s |

| Année | Médaille d'or     | Temps           | Médaille d'argent | Temps            | Médaille de bronze | Temps            |
| ----- | ----------------- | --------------- | ----------------- | ---------------- | ------------------ | ---------------- |
| 2021  | Kat Matthews      | 9 h 40 min 0 s  | Nikki Bartlett    | 10 h 2 min 42 s  | Chantal Sainter    | 10 h 10 min 32 s |
| 2018  | Lucy Gossage -5-  | 8 h 51 min 18 s | Camilla Lindholm  | 9 h 24 min 15 s  | Angela Naeth       | 9 h 33 min 48 s  |
| 2017  | Lucy Gossage -4-  | 9 h 39 min 48 s | Diana Riesler     | 9 h 41 min 56 s  | Nikki Bartlett     | 9 h 59 min 8 s   |
| 2016  | Lucy Gossage -3-  | 9 h 26 min 3 s  | Tine Deckers      | 9 h 45 min 21 s  | Katja Konschak     | 10 h 13 min 18 s |
| 2015  | Lucy Gossage -2-  | 9 h 31 min 58 s | Caroline Livesey  | 10 h 5 min 21 s  | Alice Hector       | 10 h 18 min 46 s |
| 2014  | Tamsin Lewis      | 9 h 52 min 12 s | Katja Konschak    | 10 h 11 min 25 s | Joanna Carritt     | 10 h 21 min 14 s |
| 2013  | Lucy Gossage -1-  | 9 h 29 min 12 s | Joanna Carritt    | 10 h 5 min 17 s  | Amy Forshaw        | 10 h 28 min 27 s |
| 2012  | Eimear Mullan     | 10 h 8 min 44 s | Amanda Stevens    | 10 h 16 min 57 s | Annett Kamenz      | 10 h 21 min 58 s |
| 2011  | Kristin Möller    | 9 h 19 min 3 s  | Diana Riesler     | 9 h 25 min 40 s  | Yvette Grice       | 9 h 37 min 31 s  |
| 2010  | Yvette Grice      | 10 h 1 min 2 s  | Bella Bayliss     | 10 h 6 min 51 s  | Joanna Carritt     | 10 h 16 min 22 s |
| 2009  | Bella Bayliss -3- | 9 h 33 min 59 s | Abigail Bayley    | 9 h 46 min 15 s  | Irene Kinnegim     | 10 h 6 min 40 s  |

### Sherborne
| Année | Médaille d'or   | Temps           | Médaille d'argent | Temps           | Médaille de bronze  | Temps           |
| ----- | --------------- | --------------- | ----------------- | --------------- | ------------------- | --------------- |
| 2008  | Stephen Bayliss | 8 h 53 min 58 s | Scott Neyedli     | 9 h 4 min 29 s  | Andreas di Bernardo | 9 h 8 min 24 s  |
| 2007  | Scott Neyedli   | 8 h 35 min 57 s | Stephen Bayliss   | 8 h 38 min 9 s  | Jimmy Johnsen       | 8 h 40 min 51 s |
| 2006  | Frank Heldoorn  | 8 h 36 min 38 s | Clas Björling     | 8 h 40 min 34 s | Jim Beuselinck      | 8 h 46 min 35 s |
| 2005  | Bryan Rhodes    | 8 h 42 min 14 s | François Chabaud  | 9 h 7 min 29 s  | Olaf Sabatschus     | 9 h 10 min 8 s  |

| Année | Médaille d'or       | Temps           | Médaille d'argent | Temps            | Médaille de bronze | Temps            |
| ----- | ------------------- | --------------- | ----------------- | ---------------- | ------------------ | ---------------- |
| 2008  | Bella Bayliss -2-   | 9 h 49 min 6 s  | Heike Funk        | 10 h 24 min 40 s | Susanne Buckenlei  | 10 h 28 min 41 s |
| 2007  | Bella Comerford -1- | 9 h 36 min 13 s | Hillary Biscay    | 9 h 49 min 50 s  | Nicole Klingler    | 9 h 52 min 41 s  |
| 2006  | Dede Griesbauer     | 9 h 37 min 45 s | Nicole Klingler   | 9 h 52 min 26 s  | Kristy Gough       | 10 h 9 min 34 s  |
| 2005  | Rebecca Preston     | 9 h 37 min 58 s | Katja Schumacher  | 10 h 5 min 20 s  | Bella Comerford    | 10 h 21 min 27 s |